# Roland D.III
Die L.F.G. Roland D.III war ein deutsches Jagdflugzeug im Ersten Weltkrieg.

## Entwicklung
Die D.III war die Weiterentwicklung von den Ingenieuren Tantzen und Hoffmann der Luftfahrzeug-Gesellschaft m.b.H. (Roland) in Stadt Charlottenburg konstruierten Roland D.II. Wegen ihrer aerodynamischen Formgebung erhielten die Jagdflugzeuge dieser Entwicklungsreihe die Bezeichnung Haifisch. Gegenüber ihren Vorgängermodellen D.I und D.II war die obere Tragfläche des Doppeldeckers auf einen Spannturm gesetzt, so dass ein Spalt zwischen Rumpf und Tragfläche die Sicht des Piloten nach vorn und unten verbesserte. Auch das Seitenleitwerk war vergrößert worden, um die Maschine manövrierfähiger zu machen. Die Maschine war ebenso wie die D.II mit dem Opel-Argus-As-III-Motor ausgestattet.

## Einsatz
Trotz der angeführten Verbesserungen blieb die Roland D.III gegenüber den Jagdflugzeugen der Albatros Flugzeugwerke zurück, so dass von den 150 von der königlich-bulgarischen Fliegertruppe und den deutschen Luftstreitkräften georderten Flugzeuge nur etwa 25 an Nebenkriegsschauplätzen im Balkan und an der Ostfront eingesetzt wurden; alle übrigen Maschinen wurden für die Jagdfliegerausbildung verwendet.

## Weiterentwicklung

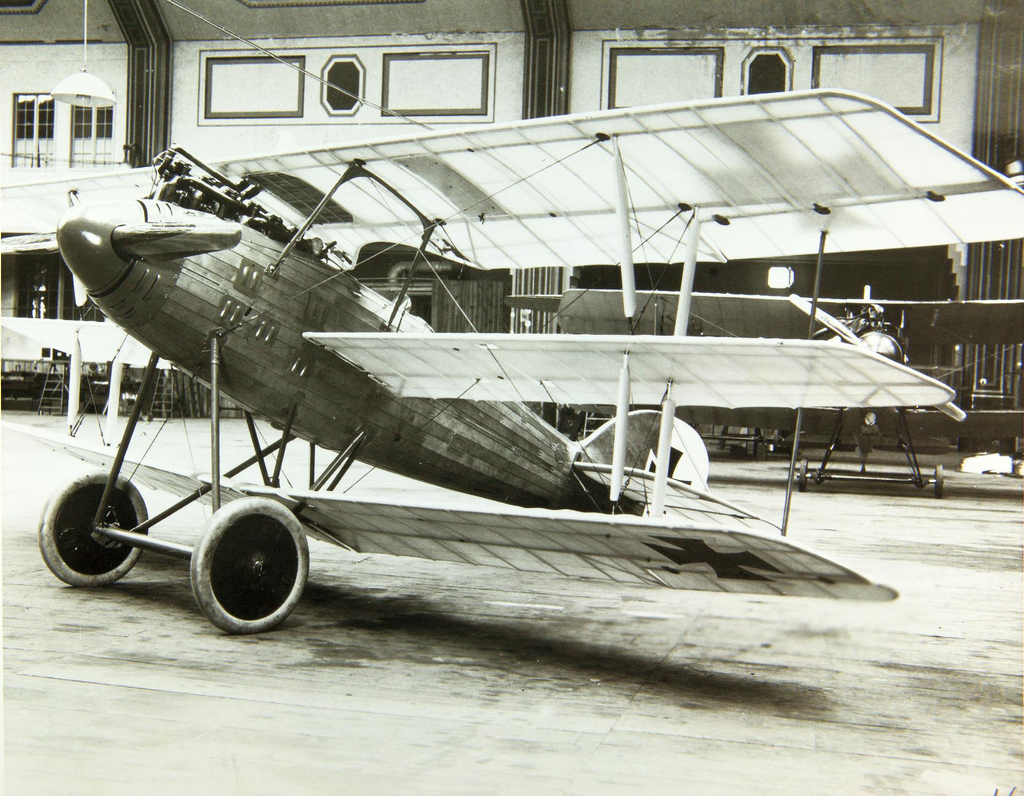
Dreidecker-Version

Auf Basis der D.III wurde nach dem Vorbild der Sopwith Triplane – wie von zahlreichen anderen deutschen Flugzeugherstellern auch – ein Dreidecker mit der Bezeichnung L.F.G. Roland D.IV/Dr.I mit 160-PS-Mercedes-Motor gebaut. Die Maschine ging im September 1917 zu Bruch. Sie wurde nach der Bergung mit einem neuartigen Rumpf versehen, bei dem statt der bisherigen Wickelrumpfbauweise mit Kiefernfurnierstreifen die weniger aufwändige Klinkerbauweise angewandt wurde. Dieser Jagdeinsitzer konnte sich allerdings nicht gegen das Konkurrenzmodell Fokker Dr.I durchsetzen. Daraufhin entstand als Prototyp die L.F.G. Roland D.V mit 180-PS-Mercedes-Motor, von dem drei Exemplare hergestellt wurden. 1918 entstand daraus die erfolgreichere L.F.G. Roland D.VI.

## Technische Daten
| Kenngröße                      | Roland D.III                                                                   | Roland D.IV/Dr.I                                                                 |
| ------------------------------ | ------------------------------------------------------------------------------ | -------------------------------------------------------------------------------- |
| Stückzahl                      | 150                                                                            |                                                                                  |
| Besatzung                      | 1                                                                              | 1                                                                                |
| Länge                          | 6,84 m                                                                         | 7,40 m                                                                           |
| Spannweite                     | 8,94 m                                                                         | 9,45 m                                                                           |
| Spannweite (untere Tragfläche) |                                                                                |                                                                                  |
| Flügelabstand                  |                                                                                |                                                                                  |
| Höhe                           | 2,76 m                                                                         |                                                                                  |
| Flügelfläche                   | 19,8 m²                                                                        |                                                                                  |
| Leermasse                      | 717 kg                                                                         | 930 kg                                                                           |
| Startmasse                     | 961 kg                                                                         | 1390 kg                                                                          |
| Höchstgeschwindigkeit          | 175 km/h                                                                       | 155 km/h                                                                         |
| Steigzeit auf 3000 m           |                                                                                |                                                                                  |
| Dienstgipfelhöhe               | 4500 m                                                                         | 6000 m                                                                           |
| Reichweite                     |                                                                                |                                                                                  |
| Flugdauer                      | 2,5 h                                                                          |                                                                                  |
| Triebwerke                     | ein wassergekühlter Sechszylinder-Reihenmotor Argus As III mit 180 PS (132 kW) | ein wassergekühlter Sechszylinder-Reihenmotor Mercedes D III mit 160 PS (118 kW) |
| Bewaffnung                     | zwei MG 08/15                                                                  | zwei MG 08/15                                                                    |

Die Roland D.III im Leistungsvergleich (ca. Mitte 1917)
| Name             | Motorleistung | Höchstgeschwindigkeit | Startmasse | MG | Dienstgipfelhöhe |
| ---------------- | ------------- | --------------------- | ---------- | -- | ---------------- |
| Roland D.III     | 180 PS        | 175 km/h              | 961 kg     | 2  | 4500 m           |
| Roland D.IIa     | 180 PS        | 181 km/h              | 845 kg     | 2  | 5800 m           |
| Albatros D.III   | 160 PS        | 165 km/h              | 888 kg     | 2  | 5500 m           |
| Sopwith Pup      | 100 PS        | 171 km/h              | 556 kg     | 1  | 5600 m           |
| Sopwith Triplane | 130 PS        | 186 km/h              | 643 kg     | 1  | 6080 m           |
| Nieuport 17      | 110 PS        | 164 km/h              | 560 kg     | 1  | 5350 m           |
| SPAD S.VII       | 180 PS        | 180 km/h              | 755 kg     | 1  | 5485 m           |